# Slatterites
Slatterites es un género extinto de amonites del Jurásico inferior que vivió durante el Sinemuriense superior. Los animales pertenecientes a este género tenían conchas pequeñas que tenían una sección en espiral oxicona y un venter afilado cuando eran jóvenes. En el caso de especímenes más viejos, la sección del verticilo se vuelve ovalada y la ventosa es redonda. Este cambio es muy rápido. El último verticilo está decorado con nervaduras romas que pueden alternarse en lados opuestos. La sutura es por elementos anchos y simples similar a la sutura de Eparietites.

## Distribución
En Inglaterra se encontraron fósiles pertenecientes a este género.